# Бранденбургская кирха
Бра́нденбургская ки́рха (нем. Brandenburger Kirche) (кирха Святого Николая) — памятник истории и архитектуры, расположенный в посёлке Ушаково Гурьевского района Калининградской области (до 1946 — Бранденбург, нем. Brandenburg).

## История
Бранденбургская кирха была построена в 1320-1340 годы, но впервые упоминается в 1482 году. В 1380 году в кирхе был похоронен глава Бранденбургского комтурства Гюнтер фон Хоэнштайн.
Кирха представляла собой кирпичное здание с вытянутыми хорами с полукруглым завершением. В 1648 году к этим постройкам была пристроена башня, над входом которой разместили плиту с памятной надписью. До наших дней дошли руины именно этой башни.
В 1680 году в церкви установили алтарь, а в начале XVIII века в кирхе появились орган и два колокола.
Во время Второй мировой войны кирха была сильно повреждена. 
В 2000-х годах ее частично разобрали на кирпичи местные жители. 
В 2003 рядом с кирхой были проведены раскопки, но никаких ценных находок обнаружено не было.
Постановлением Правительства Калининградской области от 23 марта 2007 года № 132 кирха в посёлке Ушаково получила статус объекта культурного наследия регионального значения.
В 2022 году кирха была законсервирована и музеефицирована.

## Архитектура
Состояла из башни, однонефного здания из кирпича в готической кладке на диком камне, узких хоров и древней апсиды (единственный пример в Восточной Пруссии средних веков). Над крестильней висел балдахин в форме храма с толстыми тосканскими колоннами: «Этот балдахин во славу Господа в 1633 пожертвовала Барбара Иордан». В этом же году Юлианой Штолин был подарен шестиугольный стол для крещения с оловянным верхом и выгравированным изображением четырёх евангелистов. Над готическим стрельчатым входом в башню имеется плита с барельефом бранденбургского герба.